# Sportovní gymnastika na Letních olympijských hrách 2020
Sportovní gymnastika na Letních olympijských hrách 2020 v Tokiu probíhala od 24. července do 3. srpna 2021.
Českou republiku zde reprezentovala gymnastka Aneta Holasová. 

## Medailisté

### Muži
| Soutěž                | Zlato                                                                                      | Stříbro                                                                           | Bronz                                                                  |
| --------------------- | ------------------------------------------------------------------------------------------ | --------------------------------------------------------------------------------- | ---------------------------------------------------------------------- |
| Víceboj – družstva    | Sportovci ROV (ROV) · Denis Abljazin · Dawid Beljawski · Artur Dalalojan · Nikita Nagornyj | Japonsko (JPN) · Daiki Hašimoto · Kazuma Kaya · Takeru Kitazono · Wataru Tanigawa | Čína (CHN) · Lin Čchao-pchan · Sun Wej · Xiao Ruoteng · Cou Ťing-jüan] |
| Víceboj – jednotlivci | Daiki Hašimoto · Japonsko (JPN)                                                            | Siao Žuo-tcheng · Čína (CHN)                                                      | Nikita Nagorny · Sportovci ROV (ROC)                                   |
| Prostná               | Artem Dolgopjat · Izrael (ISR)                                                             | Rayderley Zapata · Španělsko (ESP)                                                | Siao Žuo-tcheng · Čína (CHN)                                           |
| Kůň našíř             | Max Whitlock · Velká Británie (GBR)                                                        | Lee Čch'-kchaj · Tchaj-wan (TPE)                                                  | Kazuma Kaja · Japonsko (JPN)                                           |
| Kruhy                 | Liou Jang · Čína (CHN)                                                                     | Jou Chao · Čína (CHN)                                                             | Eleftherios Petrunias · Řecko (GRE)                                    |
| Přeskok               | Sin Ča-hwan · Jižní Korea (KOR)                                                            | Denis Abljazin · Sportovci ROV (ROC)                                              | Artur Davtjan · Arménie (ARM)                                          |
| Bradla                | Cou Ťing-jüan · Čína (CHN)                                                                 | Lukas Dauser · Německo (GER)                                                      | Ferhat Arıcan · Turecko (TUR)                                          |
| Hrazda                | Daiki Hašimoto · Japonsko (JPN)                                                            | Tin Srbić · Chorvatsko (CRO)                                                      | Nikita Nagornyj · Sportovci ROV (ROC)                                  |

### Ženy
| Soutěž                | Zlato | Stříbro                                                                                               | Bronz                                                                                                 |
| --------------------- | --- | --- | --- |
| Víceboj – družstva    | Sportovci ROV (ROV) · Lilia Achajmovová · Viktorija Listunovová · Angelina Melnikovová · Vladislava Urazovová | Spojené státy americké (USA) · Simone Bilesová · Jordan Chilesová · Sunisa Leeová · Grace McCallumová | Velká Británie (GBR) · Jennifer Gadirovová · Jessica Gadirovová · Alice Kinsellová · Amelie Morganová |
| Víceboj – jednotlivci | Sunisa Leeová · Spojené státy americké (USA)                                                                  | Rebeca Andradeová · Brazílie (BRA)                                                                    | Angelina Melnikovová · Sportovci ROV (ROC)                                                            |
| Přeskok               | Rebeca Andradeová · Brazílie (BRA)                                                                            | MyKayla Skinnerová · Spojené státy americké (USA)                                                     | Yeo Seo-jeong · Jižní Korea (KOR)                                                                     |
| Bradla                | Nina Derwaelová · Belgie (BEL)                                                                                | Anastasija Iljankovová · Sportovci ROV (ROC)                                                          | Sunisa Leeová · Spojené státy americké (USA)                                                          |
| Kladina               | Kuan Čchen-čchen · Čína (CHN)                                                                                 | Tchang Si-ťing · Čína (CHN)                                                                           | Simone Bilesová · Spojené státy americké (USA)                                                        |
| Prostná               | Jade Careyová · Spojené státy americké (USA)                                                                  | Vanessa Ferrariová · Itálie (ITA)                                                                     | Mai Murakamiová · Japonsko (JPN) · Angelina Melnikovová · Sportovci ROV (ROC)                         |

## Přehled medailí
| Pořadí | Země                   | Zlato | Stříbro | Bronz | Celkově |
| ------ | ---------------------- | ----- | ------- | ----- | ------- |
| 1      | Čína                   | 3     | 3       | 2     | 8       |
| 2      | Sportovci ROV          | 2     | 2       | 4     | 8       |
| 3      | Spojené státy americké | 2     | 2       | 2     | 6       |
| 4      | Japonsko               | 2     | 1       | 2     | 5       |
| 5      | Brazílie               | 1     | 1       | 0     | 2       |
| 6      | Velká Británie         | 1     | 0       | 1     | 2       |
| 6      | Jižní Korea            | 1     | 0       | 1     | 2       |
| 8      | Belgie                 | 1     | 0       | 0     | 1       |
| 8      | Izrael                 | 1     | 0       | 0     | 1       |
| 10     | Tchaj-wan              | 0     | 1       | 0     | 1       |
| 10     | Německo                | 0     | 1       | 0     | 1       |
| 10     | Itálie                 | 0     | 1       | 0     | 1       |
| 10     | Chorvatsko             | 0     | 1       | 0     | 1       |
| 10     | Španělsko              | 0     | 1       | 0     | 1       |
| 15     | Arménie                | 0     | 0       | 1     | 1       |
| 15     | Řecko                  | 0     | 0       | 1     | 1       |
| 15     | Turecko                | 0     | 0       | 1     | 1       |
| celkem | celkem                 | 14    | 14      | 15    | 43      |